# Menteur (album de Cali)
Pour les articles homonymes, voir Menteur.
Cet article concerne Cali. Pour l'album de Jean Leloup, voir Menteur.
Albums de Cali
L'Amour parfait
(2003) Le Bordel magnifique
(2006)
Menteur est le deuxième album de Cali, sorti en 2005 sur le label Virgin Music / EMI.

## Historique

### Un clip polémique
Un spot publicitaire télévisé de cet album de Cali a créé la polémique. Le chanteur affirmait : « Je vais réduire la fracture sociale…en 100 jours » faisant ainsi explicitement référence au programme de l'élection présidentielle de 1995 de Jacques Chirac et les propos de Dominique de Villepin, fraîchement nommé premier ministre, qui se donnaît 100 jours pour redonner confiance aux français. S'ensuivaient alors un bruit de gifle et une voix s'exclamant « Menteur ! » du nom de l'album. Le bureau de vérification de la publicité (BVP) a alors émis un avis négatif sur le spot pour cause de « référence directe au programme de personnalités politiques identifiables ». Le spot publicitaire n'a pas été interdit officiellement car le BVP n'a pas ce pouvoir, mais sa diffusion fut fortement réduite par les chaînes généralistes.

### Ventes et certification
L'album a été vendu à plus de 330 000 exemplaires et a été certifié disque de platine le 12 novembre 2006.

## Liste des chansons
| No  | Titre                                   | Durée |
| --- | --------------------------------------- | ----- |
| 1.  | Qui se soucie de moi                    | 3:31  |
| 2.  | Je m'en vais (après Miossec)            | 3:52  |
| 3.  | Pauvre Garçon (en duo avec Daniel Darc) | 5:10  |
| 4.  | Pour Jane                               | 3:09  |
| 5.  | Je sais                                 | 4:35  |
| 6.  | Je ne vivrai pas sans toi               | 3:44  |
| 7.  | Roberta                                 | 6:41  |
| 8.  | Menteur                                 | 4:42  |
| 9.  | Tes yeux                                | 4:47  |
| 10. | La Fin du monde pour dans 10 minutes    | 4:12  |
| 11. | Je te souhaite à mon pire ennemi        | 4:24  |
| 12. | Le vrai Père                            | 5:24  |
| 13. | La Lettre (piste bonus)                 | 5:13  |

## Accueil de la critique
Les Inrockuptibles note que Menteur « est tout aussi urgent, révolté, si peu assagi, en fait, qu'il ressemble presque à un premier album » et résume ainsi « la formule Cali : un verbe cru qui assassine, des phrases, plus aiguisées que jamais, qui transpercent le cœur ».

## Distinctions et récompenses
L'album est nommé aux Victoires de la musique 2006 dans la catégorie « album pop/rock de l'année » finalement remportée par À plus tard crocodile du groupe Louise attaque.